# Begonia trichocarpa
Begonia trichocarpa là một loài thực vật có hoa trong họ Thu hải đường. Loài này được Dalzell mô tả khoa học đầu tiên năm 1851.